# Liste des métros légers
Cet article contient la liste de réseaux de métros légers du monde.

## Réseaux

### Afrique
| Photo | Pays     | Réseau      | Longueur du réseau (km) | Longueur additionnée des lignes (km) | Lignes Nombre de lignes | Stations Nombre de stations | AnnéeAnnée d'ouverture                                   | Remarques                                           | Tracé |
| ----- | -------- | ----------- | ----------------------- | ------------------------------------ | ----------------------- | --------------------------- | -------------------------------------------------------- | --------------------------------------------------- | ----- |
|       | Éthiopie | Addis-Abeba | 31                      | 34                                   | 2                       | 39                          | 20 septembre 2015 (neuf)                                 |                                                     |       |
|       |          |             |                         |                                      |                         |                             |                                                          |                                                     |       |
|       | Maurice  | Port-Louis  | 26                      | 26                                   | 1                       | 19                          | (2019)                                                   |                                                     |       |
|       |          |             |                         |                                      |                         |                             |                                                          |                                                     |       |
|       | Tunisie  | Tunis       | 45                      | 45                                   | 6                       | 66                          | 1985 (neuf)                                              | Seul réseau de métro léger d’Afrique jusqu'en 2015. |       |
|       | Tunisie  | Sfax        | 33.5                    | 36.5                                 | 2                       | 56                          | Prévue en 2022 pour la Ligne T1 et 2024 pour la ligne T2 |                                                     |       |

### Amériques
| Photo | Pays       | Réseau                                                   | Longueur du réseau (km) | Longueur additionnée des lignes (km) | Lignes Nombre de lignes | Stations Nombre de stations          | AnnéeAnnée d'ouverture | Remarques                                                                          | Tracé |  |
| ----- | ---------- | -------------------------------------------------------- | ----------------------- | ------------------------------------ | ----------------------- | ------------------------------------ | ---------------------- | ---------------------------------------------------------------------------------- | ----- |  |
|       | Argentine  | Buenos Aires                                             | 7,4                     | 7,4                                  | 1                       | 17                                   | 1987                   |                                                                                    |       |  |
|       | Argentine  | Mendoza                                                  |                         |                                      | 1                       |                                      |                        |                                                                                    |       |  |
|       |            |                                                          |                         |                                      |                         |                                      |                        |                                                                                    |       |  |
|       | Bolivie    | Cochabamba                                               | 40,6                    | 40,6                                 | 2                       | 22                                   | 2022                   | Une troisième ligne est en construction.                                           |       |  |
|       |            |                                                          |                         |                                      |                         |                                      |                        |                                                                                    |       |  |
|       | Canada     | Calgary                                                  | 59,9                    | 59,9                                 | 2                       | 45                                   | 1981                   | La première section est gérée par Calgary Transit, administration de Calgary.      |       |  |
|       | Canada     | Edmonton                                                 | 24,3                    | 24,3                                 | 2                       | 18                                   | 1978                   |                                                                                    |       |  |
|       | Canada     | Kitchener-Waterloo                                       | 19                      | 19                                   | 1                       | 19 (dont 6 dans une seule direction) | 2019                   |                                                                                    |       |  |
|       | Canada     | Montréal                                                 | 67                      | 67                                   | 1                       | 26                                   | 2023                   |                                                                                    |       |  |
|       | Canada     | Ottawa                                                   | 8                       | 8                                    | 1                       | 5                                    | 2001                   | La ligne Trillium est en restructuration.                                          |       |  |
|       | Canada     | Toronto                                                  |                         |                                      |                         |                                      |                        | Metrolinx opèrera les lignes 5 et 6 du métro de Toronto sous forme de métro léger. |       |  |
|       | Canada     | Vancouver                                                | 79,6                    | 79,6                                 | 3                       | 54                                   | 1985                   |                                                                                    |       |  |
|       |            |                                                          |                         |                                      |                         |                                      |                        |                                                                                    |       |  |
|       | États-Unis | Austin                                                   | 51,5                    |                                      | 1                       | 10                                   | 2010                   |                                                                                    |       |  |
|       | États-Unis | Baltimore                                                | 48,3                    |                                      | 3                       | 33                                   | 1992                   |                                                                                    |       |  |
|       | États-Unis | Boston - ligne verte et Ashmont-Mattapan High Speed Line | 40,6                    | 40,6                                 | 2                       | 74                                   | 1929 (conversion)      |                                                                                    |       |  |
|       | États-Unis | Buffalo                                                  | 10,3                    | 10,3                                 | 1                       | 15                                   | 1985                   |                                                                                    |       |  |
|       | États-Unis | Charlotte                                                | 15,45                   | 15,45                                | 1                       | 15                                   | 2007                   |                                                                                    |       |  |
|       | États-Unis | Cleveland                                                | 29                      |                                      | 2                       | 35                                   | 1913                   |                                                                                    |       |  |
|       | États-Unis | Dallas                                                   |                         | 115,9                                | 3                       | 54                                   | 1996                   |                                                                                    |       |  |
|       | États-Unis | Denver                                                   | 63,4                    |                                      | 5                       | 36                                   | 1994                   |                                                                                    |       |  |
|       | États-Unis | Houston                                                  | 12                      | 12                                   | 1                       | 16                                   | 2004                   |                                                                                    |       |  |
|       | États-Unis | Jersey City - ligne Hudson-Bergen                        | 33,2                    |                                      | 3                       | 24                                   | 2000                   |                                                                                    |       |  |
|       | États-Unis | Los Angeles                                              |                         | 99,3                                 | 3                       |                                      | 1990                   |                                                                                    |       |  |
|       | États-Unis | Minneapolis                                              | 19,8                    | 19,8                                 | 1                       | 19                                   | 2004                   |                                                                                    |       |  |
|       | États-Unis | Newark                                                   |                         |                                      | 2                       | 20                                   | 1935                   |                                                                                    |       |  |
|       | États-Unis | Norfolk                                                  | 11,9                    | 11,9                                 | 1                       | 11                                   | 2011                   |                                                                                    |       |  |
|       | États-Unis | Phoenix                                                  | 32                      | 32                                   | 1                       | 32                                   | 2008                   |                                                                                    |       |  |
|       | États-Unis | Pittsburgh                                               | 41,8                    |                                      | 2                       | 52                                   | 1984                   |                                                                                    |       |  |
|       | États-Unis | Portland                                                 |                         | 84,3                                 | 4                       | 85                                   | 1986                   |                                                                                    |       |  |
|       | États-Unis | Saint Louis                                              | 74                      |                                      | 2                       | 37                                   | 1993                   |                                                                                    |       |  |
|       | États-Unis | Salt Lake City                                           |                         | 56,8                                 | 3                       | 41                                   | 1999                   |                                                                                    |       |  |
|       | États-Unis | San Diego                                                | 86,1                    |                                      | 5                       | 53                                   | 1981                   |                                                                                    |       |  |
|       | États-Unis | San Francisco                                            |                         | 115,1                                | 7                       | 33                                   | 1980 (conversion)      |                                                                                    |       |  |
|       | États-Unis | San José                                                 | 67,9                    |                                      | 3                       | 62                                   | 1987                   |                                                                                    |       |  |
|       | États-Unis | Seattle/Tacoma                                           | 27,8                    | 27,8                                 | 2                       | 18                                   | 2003                   |                                                                                    |       |  |
|       |            |                                                          |                         |                                      |                         |                                      |                        |                                                                                    |       |  |
|       | Mexique    | Guadalajara - ligne 1                                    | 15,5                    | 15,5                                 | 1                       | 19                                   | 1989                   |                                                                                    |       |  |
|       | Mexique    | Mexico                                                   | 13,04                   | 13,04                                | 1                       | 18                                   | 1986                   |                                                                                    |       |  |
|       | Mexique    | Monterrey                                                | 31                      | 31                                   | 2                       | 31                                   | 1990                   |                                                                                    |       |  |

### Asie
| Photo | Pays        | Réseau     | Longueur du réseau (km) | Longueur additionnée des lignes (km) | Lignes Nombre de lignes | Stations Nombre de stations | AnnéeAnnée d'ouverture | Remarques | Tracé |
| ----- | ----------- | ---------- | ----------------------- | ------------------------------------ | ----------------------- | --------------------------- | ---------------------- | --------- | ----- |
|       | Chine       | Changchun  | 50,63                   | 50,63                                | 2                       | 49                          | 2001                   |           |       |
|       | Chine       | Hong Kong  | 36,2                    |                                      | 12                      | 68                          | 1988                   |           |       |
|       |             |            |                         |                                      |                         |                             |                        |           |       |
|       | Israël      | Jérusalem  | 13,8                    | 13,8                                 | 1                       | 24                          | 2011                   |           |       |
|       | Israël      | Tel Aviv   |                         |                                      | 3                       |                             | 2023                   |           |       |
|       |             |            |                         |                                      |                         |                             |                        |           |       |
|       | Japon       | Utsunomiya | 14,6                    | 14,6                                 | 1                       | 19                          | 2023                   |           |       |
|       |             |            |                         |                                      |                         |                             |                        |           |       |
|       | Philippines | Manille    | 31                      | 31                                   | 2                       | 31                          | 1984                   |           |       |
|       |             |            |                         |                                      |                         |                             |                        |           |       |
|       | Turquie     | Antalya    | 11,1                    | 11,1                                 | 1                       | 16                          | 2009                   |           |       |
|       | Turquie     | Bursa      | 31                      |                                      | 2                       | 31                          | 2002                   |           |       |
|       | Turquie     | Istanbul   | 34,3                    | 34,3                                 | 2                       | 40                          | 1989                   |           |       |
|       | Turquie     | Kayseri    | 17,8                    | 17,8                                 | 1                       | 28                          | 2009                   |           |       |
|       | Turquie     | Samsun     | 16                      | 16                                   | 1                       | 21                          | 2010                   |           |       |

### Europe
| Photo | Pays        | Réseau                             | Longueur du réseau (km) | Longueur additionnée des lignes (km) | Lignes Nombre de lignes | Stations Nombre de stations | AnnéeAnnée d'ouverture | Remarques | Tracé |
| ----- | ----------- | ---------------------------------- | ----------------------- | ------------------------------------ | ----------------------- | --------------------------- | ---------------------- | --- | ----- |
|       | Allemagne   | Bielefeld                          | 31,9                    | 36,9                                 | 4                       | 62                          | 1991                   | |       |
|       | Allemagne   | Bochum                             | 99,3                    |                                      | 7                       | 184                         | 1979                   | |       |
|       | Allemagne   | Bonn                               | 125,36                  | 203,4                                | 6                       | 64                          | 1975                   | |       |
|       | Allemagne   | Cologne                            | 192,2                   | 255,4                                | 11                      | 222                         | 1968                   | |       |
|       | Allemagne   | Dortmund                           | 77                      |                                      | 8                       | 83                          | 1984                   | |       |
|       | Allemagne   | Duisbourg                          | 53,2                    | 60,7                                 | 3                       | 91                          | 1992                   | |       |
|       | Allemagne   | Düsseldorf                         | 68,5                    | 144,4                                | 7                       | 99                          | 1981                   | |       |
|       | Allemagne   | Essen                              | 21,5                    |                                      | 3                       | 39                          | 1977                   | |       |
|       | Allemagne   | Francfort-sur-le-Main              | 65                      |                                      | 9                       | 86                          | 1968                   | |       |
|       | Allemagne   | Hanovre                            | 123                     |                                      | 15                      | 202                         | 1975                   | |       |
|       | Allemagne   | Stuttgart                          | 128                     |                                      | 15                      | 200                         | 1985                   | |       |
|       |             |                                    |                         |                                      |                         |                             |                        | |       |
|       | Autriche    | Vienne                             |                         |                                      |                         |                             |                        | Le Stadtbahn date de 1898 où trois lignes furent mises en service. Seule une ligne subsiste de nos jours, incorporée au réseau de métro viennois et numérotée U6. La seconde fut transformée en 1976 en ligne de métro lourd (U4) et la troisième incorporée au réseau RER (S45) en 1980. |       |
|       |             |                                    |                         |                                      |                         |                             |                        | |       |
|       | Belgique    | Charleroi                          | 33,3                    | 59,5                                 | 4                       | 48                          | 1976                   | |       |
|       |             |                                    |                         |                                      |                         |                             |                        | |       |
|       | Espagne     | Grenade                            | 15,92                   | 15,92                                | 1                       | 26                          | 2017                   | |       |
|       | Espagne     | Madrid                             | 27,8                    | 27,8                                 | 3                       | 36                          | 2007                   | |       |
|       | Espagne     | Malaga                             | 11,3                    |                                      | 2                       | 17                          | 2014                   | |       |
|       |             |                                    |                         |                                      |                         |                             |                        | |       |
|       | Norvège     | Bergen                             | 9,8                     | 9,8                                  | 1                       | 15                          | 2010                   | |       |
|       |             |                                    |                         |                                      |                         |                             |                        | |       |
|       | Pays-Bas    | La Haye / Rotterdam : RandstadRail | 60                      |                                      | 3                       | 73                          | 2006                   | |       |
|       |             |                                    |                         |                                      |                         |                             |                        | |       |
|       | Portugal    | Coimbra                            | 41,9                    |                                      | 2                       | 34                          | 2013 (en construction) | |       |
|       | Portugal    | Mirandela                          | 4                       | 4                                    | 1                       | 6                           | 1992                   | |       |
|       | Portugal    | Porto                              |                         | 68                                   | 6                       | 70                          | 2002                   | |       |
|       |             |                                    |                         |                                      |                         |                             |                        | |       |
|       | Royaume-Uni | Birmingham                         | 20,2                    | 20,2                                 | 1                       | 23                          | 1999                   | |       |
|       | Royaume-Uni | Manchester                         | 73,4                    |                                      | 6                       | 69                          | 1992                   | |       |
|       |             |                                    |                         |                                      |                         |                             |                        | |       |
|       | Russie      | Volgograd                          | 13.5                    | 13.5                                 | 2                       | 22                          | 1984                   | |       |
|       |             |                                    |                         |                                      |                         |                             |                        | |       |
|       | Suisse      | Lausanne - ligne 1                 |                         |                                      | 1                       |                             |                        | À l'origine ligne TSOL. |       |
|       |             |                                    |                         |                                      |                         |                             |                        | |       |
|       | Ukraine     | Kryvyï Rih                         | 17,7                    |                                      | 2                       | 11                          | 1986                   | |       |
|       | Ukraine     | Kiev                               | 19                      |                                      | 2                       | 11                          | 1978                   | |       |

### Océanie
| Photo | Pays      | Réseau     | Longueur du réseau (km) | Longueur additionnée des lignes (km) | Lignes Nombre de lignes | Stations Nombre de stations | AnnéeAnnée d'ouverture | Remarques | Tracé |
| ----- | --------- | ---------- | ----------------------- | ------------------------------------ | ----------------------- | --------------------------- | ---------------------- | --------- | ----- |
|       |           |            |                         |                                      |                         |                             |                        |           |       |
|       | Australie | Gold Coast | 13                      | 13                                   | 1                       | 16                          | 2014                   |           |       |
|       | Australie | Sydney     | 7,2                     | 7,2                                  | 1                       | 14                          | 1997                   |           |       |